# Očkov
Očkov (węg. Ocskó) – wieś (obec) w powiecie Nowe Miasto nad Wagiem, w kraju trenczyńskim, w zachodniej Słowacji, o populacji około 497 mieszkańców (dane z 2016).

## Historia
W dokumentach historycznych wieś wzmiankowana po raz pierwszy w 1321 jako Wchkou. Współczesną nazwę otrzymała w 1808.
Teren dzisiejszej wsi był miejscem rozwoju unietyckiej kultury z wczesnej epoki brązu. Odnaleziono tu również ślady świadczące o obecności kultury rzymskiej, m.in. alabastrową urnę. W XVIII w. wieś Očkov należała do gminy Čachtice.
Po 1918 miejscowa ludność zajmowała się głównie rolnictwem i przemysłem rękodzielniczym (zwłaszcza w latach 1938/39). W latach 1925–1929 przeprowadzono reformę rolną.

## Geografia
Centrum wsi leży na wysokości 166 m n.p.m. Gmina zajmuje powierzchnię 4,937 km².